# National League 1891
National League 1891 var den 16. sæson i baseballligaen National League, og ligaen havde deltagelse af otte hold, der hver skulle spille 140 kampe i perioden 22. april – 3. oktober 1891. I forhold til sæsonen før havde Pittsburghs hold skiftet navn fra fra Alleghebys til Pirates.
Mesterskabet blev vundet af Boston Beaneaters, som vandt 87 og tabte 51 kampe, og som dermed vandt National League for fjerde gang – de første tre gange var i 1877, 1878 og 1883.

## Resultater
| Plac. | Hold                  | Kampe | Vundne | Uafgj. | Tabte | Proc.  |
| ----- | --------------------- | ----- | ------ | ------ | ----- | ------ |
| 1.    | Boston Beaneaters     | 140   | 87     | 2      | 51    | 63,0 % |
| 2.    | Chicago Colts         | 137   | 82     | 2      | 53    | 60,7 % |
| 3.    | New York Giants       | 136   | 71     | 4      | 61    | 53,8 % |
| 4.    | Philadelphia Phillies | 138   | 68     | 1      | 69    | 49,6 % |
| 5.    | Cleveland Spiders     | 141   | 65     | 2      | 74    | 46,8 % |
| 6.    | Brooklyn Bridegrooms  | 137   | 61     | 0      | 76    | 44,5 % |
| 7.    | Cincinnati Reds       | 138   | 56     | 1      | 81    | 40,9 % |
| 8.    | Pittsburgh Pirates    | 137   | 55     | 2      | 80    | 40,7 % |